# Antje Felizia Weiser

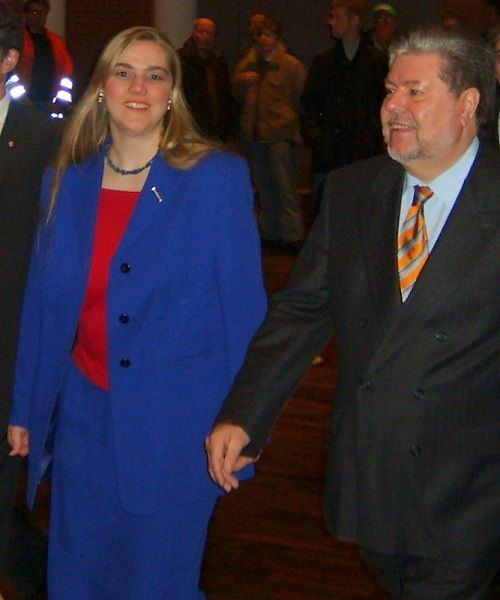
Antje Weiser mit Kurt Beck (2006)

Antje Felizia Weiser (* 1967 in Berlin) ist eine deutsche Politikerin (SPD) und Rechtsanwältin.

## Leben und Beruf
Nach dem Schulabschluss in Berlin absolvierte Weiser bis 1988 eine Ausbildung zur Rechtsanwalts- und Notargehilfin. Anschließend studierte sie Rechtswissenschaften in Berlin und Mannheim und absolvierte ihr Referendariat beim Landgericht Mannheim. Von 1996 bis 2004 war sie Rechtsanwältin in Frankenthal (Pfalz), seitdem ist sie in Berlin niedergelassen. Dort war sie auch von 2001 bis 2006 Geschäftsführerin einer Immobiliengesellschaft. 2004 übernahm sie den Vorsitz der Arbeiterwohlfahrt in Frankenthal.

## Politik
Von 2001 bis 2004 war Weiser Mitglied im Stadtrat von Frankenthal sowie im Ortsbeirat von Eppstein. Von 2005 bis 2006 war sie Abgeordnete des Rheinland-Pfälzischen Landtags. Dort war sie Mitglied im Ausschuss für Bildung und Jugend und der Enquête-Kommission Jugend und Politik.